# Calcitrena
Calcitrena is een geslacht van rechtvleugeligen uit de familie Ommexechidae. De wetenschappelijke naam van dit geslacht is voor het eerst geldig gepubliceerd in 1961 door Eades.

## Soorten
Het geslacht Calcitrena  is monotypisch en omvat slechts de volgende soort:
- Calcitrena maculosa (Eades, 1961)